# Carei
Carei (Hongaars Nagykároly, Duits Großkarol) is een stad (oraș) in het Roemeense district Satu Mare. De stad telt 20.181 inwoners (2011). Tot 1919 hoorde de stad bij Hongarije en lang was de stad vrijwel geheel Hongaarstalig. Sinds de aansluiting bij Roemenië is het aantal Roemeenstaligen gegroeid. In 2009 overtreft het aantal Hongaarstaligen het aantal Roemeenstaligen nauwelijks. De Hongaarstaligen kennen vrijwel altijd Roemeens en de in de streek geboren Roemeenstaligen kennen in de regel ook Hongaars.

## Bevolking
- 1911: totaal 16.078 inwoners waarvan 15.772 Hongaren en 216 Roemenen
- 2002: totaal 23.182 inwoners waarvan 12.596 Hongaren (55,29%), 9.634 Roemenen, 524 Duitsers en 385 zigeuners
- 2011: totaal 20.181 inwoners waarvan 12.119 Hongaren (60,05%), 7.916 Roemenen, 73 Duitsers en 21 zigeuners.

## Media
In de stad zendt het commerciële Hongaarstalige radiostation City Rádió uit via FM 93.8.

## Geboren
- István Kovács (1984), voetbalscheidsrechter

Steden met gemeentestatus: Satu Mare · Carei

Steden zonder gemeentestatus: Ardud · Negrești-Oaș · Tășnad · Livada

Gemeenten: Acâș · Andrid · Apa · Bătarci · Beltiug · Berveni · Bixad · Bârsău · Bogdand · Botiz · Călinești-Oaș · Cămărzana · Cămin · Căpleni · Căuaș · Cehal · Certeze · Craidorolț · Crucișor · Culciu · Doba · Dorolț · Foieni · Gherța Mică · Halmeu · Hodod · Homoroade · Lazuri · Medieșu Aurit · Micula · Moftin · Odoreu · Orașu Nou · Păulești · Petrești · Pir · Pișcolt · Pomi · Sanislău · Santău · Săcășeni · Săuca · Socond · Supur · Tarna Mare · Terebești · Tiream · Târșolț · Turț · Turulung · Urziceni · Valea Vinului · Vama · Vetiș · Viile Satu Mare